# Steel Division: Normandy 44
Steel Division: Normandy 44 es un videojuego de táctica en tiempo real desarrollado por Eugen Systems y distribuido por Paradox Interactive lanzado a la venta el 23 de mayo de 2017. Está ambientado en la Segunda Guerra Mundial.

## Escenario
El juego toma lugar en Normandía, Francia, durante la Segunda Guerra Mundial. Representa batallas luchadas entre los Aliados y la Alemania Nazi antes y tras la invasión que comenzó con la batalla de Normandía y los posteriores desembarcos. Están representadas diferentes fuerzas militares, tales como la alemana, estadounidense, canadiense, francesa, británica y polaca.
El juego cuenta con 15 mapas iniciales. Aun así, el número total de mapas jugables es mayor dado que en cada uno varía el tamaño dependiendo del número de jugadores. Algunos mapas incluyen desembarcos y elementos anfibios donde los jugadores pueden cruzar tierra y agua para llegar a los objetivos.

## Jugabilidad
Los jugadores toman el control de unidades históricas, basadas en divisiones que lucharon durante la batalla de Normandía, de las cuales puedes elegir un número para la batalla. Cuando el juego va ha comenzar, el jugador puede sacar al mapa de batalla unidades de su mazo. Las partidas están subdivididas en tres fases, pudiendo usar las unidades más fuertes cuando se ha alcanzado un cierto punto en dicha partida. Se pueden jugar desde tres campañas individuales a batallas en línea de modo multijugador de 10 contra 10.
Dieciocho divisiones jugables están disponibles desde el comienzo, divididas de manera igual entre Aliados y Alemania:
Aliados
- Guards Armoured Division (Reino Unido)
- 1st Armoured Division (Polonia)
- 2nd Armored Division (Francia Libre)
- 2nd Infantry Division (Estados Unidos)
- 3rd Armored Division (Estados Unidos)
- 3rd Infantry Division (Canadá)
- 6th Airborne Division (Reino Unido)
- 15th Infantry Division (Reino Unido)
- 101st Airborne Division (Estados Unidos)

Alemania
- Panzer Lehr Division (Heer (Ejército))
- 3rd Fallschirmjager Division (Luftwaffe-Fuerza Aérea)
- 12th SS Panzer Division Hitlerjugend (Waffen-SS)
- 17th SS-Panzergrenadier Division (Waffen-SS)
- 21st Panzer Division (Heer)
- 91st Luftlande Division (Heer)
- 116th Panzer Division (Heer)
- 352nd Infantry Division (Heer)
- 716th Infantry Division (Heer)